# 4168 Millan
4168 Millan је астероид главног астероидног појаса чија средња удаљеност од Сунца износи 2,568 астрономских јединица (АЈ).
Апсолутна магнитуда астероида је 13,8.